# Імперія Ашанті
Імперія Ашанті, Федерація Ашанті (також вживається власна назва Асанте) була аканською імперією і королівством на території сучасної Гани з 1670 по 1957 рр. Успіх імперії в значній мірі пояснюється  раннім освоєнням вогнепальної зброї. У поєднанні з ефективною стратегією було створено імперію, яка тягнулася від центральної Гани до сучасного узбережжя Кот-д'Івуару. Через військову майстерність, багату архітектуру, вишукану ієрархію та культуру, Ашантське королівство було широко вивчено та має більшу історіографію європейських, переважно британських авторів, ніж майже будь-яка інша культура Африки на південь від Сахари.
Починаючи з кінця 17 століття, король Ашанті Осей Туту (1695—1717) та його радник Окомфо Аноке створили королівство Ашанті. Осей Туту здійснив величезну територіальну експансію Ашанті, нарощуючи армію і перетворюючи її в ефективну бойову машину. У 1701 році армія Ашанті захопила  Денкіру (Denkyira), і отримала вихід до Гвінейської затоки і Атлантичного океану, і тим самим уможливила прибережну торгівлю з європейцями, зокрема з Голландією.

## Етимологія та походження
Назва Асанте походить від сполучення слів «через війну». Перша частина слова — «аса», означає «війна», друга — «нті» означає «тому що». Ця назва походить від декларації бажання спільної боротьби племен з королівством Денкіра (Denkyira).
Королівство мало тісні контакти з європейцями, що пояснюється багатими покладами золота. Торгівля з європейськими державами почалася після контакту з португальцями в 15 столітті. Відкриття золотих копалень перетворили Ашанті на великого гравця в сфері торгівлі золотом. 

## Історія

### Заснування королівства

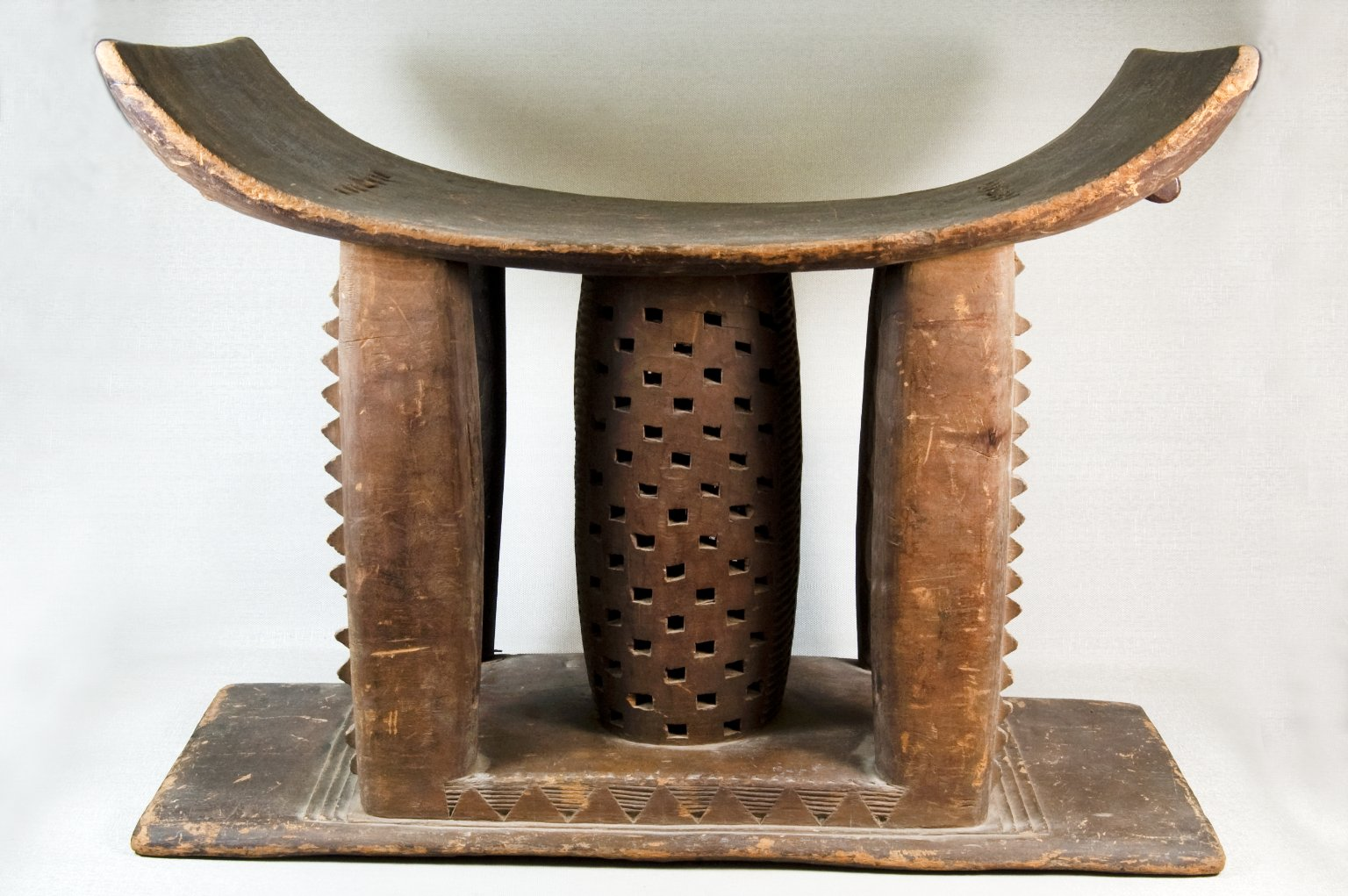
Табурет (трон), символ Королівства Ашанті

Політичне управління Ашанті було спочатку зосереджено у кланах, очолюваних вождями. Один конкретний клан, Оуко (Oyoko), оселився в Ашанті в суб-тропічних лісах регіону, із центром в Кумасі. Ашанті  спершу була данником іншої аканської держави Денкір, але в середині 17-го століття клан Oyко почав консолідацію кланів Ашанті у вільну конфедерацію з метою протистояння Данкіру.

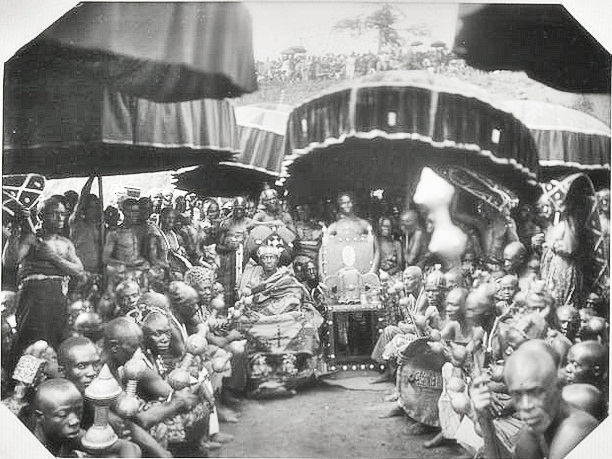
Золотий Табурет в королівстві Ашанті, 1935.

Введення Золотого Табурету — королівського-священного трону (Sika Ōwa) стало засобом централізації кланів під владою Осея Туту. Згідно з переказами, зустріч всіх керівників кланів поселень Ашанті була проведена незадовго до оголошення незалежності від Денкіру. На цій зустрічі, згідно легенди, Золотий Табурет був знятий з небес Окомфо Анокеєм, головним священиком і радником Асантейна Осея Туту I. Окомфо Анокей оголосив, що табурет символізує новий Союз Асанте (Ашантське королівство), і Осей Туту був приведений до присяги до Табурету. Новопроголошений союз Ашанті розпочав війну і переміг Денкір. Табурет залишається священним для Ашанті. Вважається, що він містить сонце — дух або душу людей Ашанті.

### Інші королі Ашанті
- Король Опоку Варе І (1720—1745), займається подальшою територіальною експансією
- король Кусі Ободом (1750—1764)
- король Осей Квадво (1764—1777) провів адміністративні реформи, які дозволили королівству Ашанті, ефективно управлятися.
- Король Осей Кваме Пан'їн (1777—1803), і Король Осей Туту Кваме (1804—1824) займалися збереженням територіальної консолідації Королівства Ашанті.

### Незалежність

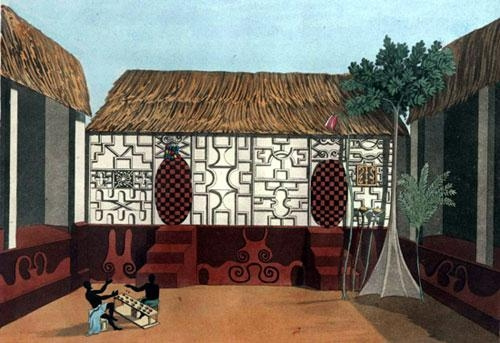
Картина, що зображує архітектуру Ашанті намальована Томасом Едуардом Боудичем

У 1670-ті роки глава клану Оуко, Осей Кофі Туту І, розпочав чергову швидку консолідацію народів Акан за допомогою дипломатії та війни. Король Осей Туту Кофу І і його головний радник, Кваме Фримпонг Okomfo Anokye очолив коаліцію впливових  міст-держав Ашанті проти  Денкіри. В королівство Ашанті вщент розгромило Денкіру в битві при Файясе (Feyiase), проголосивши свою незалежність у 1701 році. Згодом, за допомогою сили зброї та дипломатії дует лідерів новоутвореного союзу спонукав правителів іншого міста-держави Ашанти оголосити про входження в їхній союз. З самого початку існування королівства король Осей Туту та священик Анокей проводили експансіоністську та імперіалістичну  зовнішню політику.

### Королівство Ашанті під владою Осея Туту

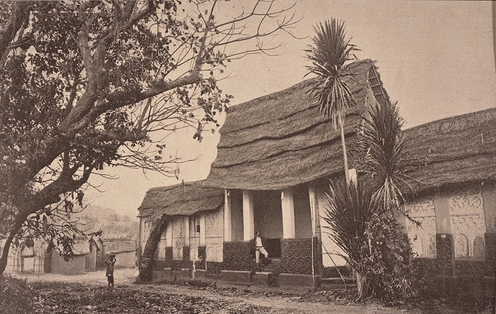
Зображення будинку Ашанті в Кумасі, до Британської колонізації.

Розуміючи сильні сторони крихкої конфедерації аканських держав, Осей Туту посилив централізація навколишніх груп племен акан і розширив повноваження судової системи в рамках централізованого уряду. Ця вільна конфедерація невеликих міст-держав перетворилася на королівство і, зрештою, на імперію, яка постійно прагнула розширити свої кордони. Нові завойовані території мали можливість приєднатися до імперії або стати її притоками. Наступник Осея Туту, Опоку Варе І, розширив межі імперії, захопивши значні території Гани.

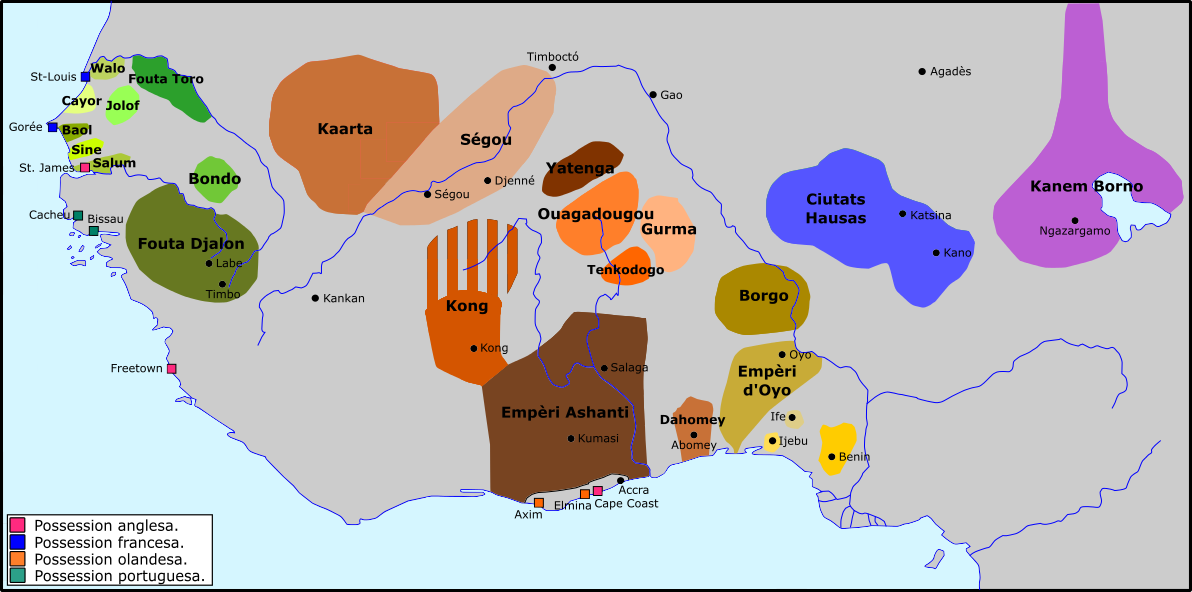
Імперія Ашанті в XVIII ст.

### Контакти з європейцями
Європейські контакти з державою Асанте в Гвінейській затоці почалися в 15 столітті. В своїй основі контакти з європейцями мали торгівлю золотом, слоновою кісткою, рабами та іншими товарами. Ця торгівля спричинилася до утворення царств, таких як Ашанті. 15 травня 1817 року британець Томас Боудіч увійшов у Кумасі. Він залишався там протягом декількох місяців, був вражений, і після його повернення до Великої Британії написав книгу «Місія з замку Кейп-Бордо в Ашанті». Його похвалам на адресу королівства не вірили, оскільки це суперечило існуючим упередженням. Джозеф Дюпуї, перший британський консул у Кумасі, прибув 23 березня 1820 року. І Боудіч, і Дюпуї забезпечили договір з Ашанті. Але губернатор Хоуп Сміт не задовільнив очікування правителів Ашанті.

### Рабство в королівстві Ашанті
Рабство було історичною традицією в Імперії Ашанті, рабами як правило, ставали особи захоплені в полон в часі війн. Статус їхніх рабів відрізнявся. Деякі раби могли придбати багатство і вступати в шлюб з членами сім'ї господаря інші могли бути принесені в жертву на похоронних церемоніях. Жителі Ашанті вірили, що раби будуть слідувати їхнім панам у загробному житті. Раби іноді могли володіти іншими рабами, а також могли зажадати нового господаря, якщо раб відчував що його або її жорстоко образили.
Сучасні жителі Ашанті стверджують, що рабами рідко зловживали, і що людина, яка ображала раба, сприймалася суспільством з великим презирством. і що людина, який зловживав раб був проведений на високому презирстві суспільства. Вони захищають «людство» рабства Ашанти, відзначаючи, що для цих рабів було дозволено вийти заміж, і щоб їхні діти народжувалися вільними. Якщо господар знайшов бажаного раба-жінку, він міг одружитися з нею. Він віддав перевагу такому узгодженню з вільною жінкою в звичайному шлюбі, оскільки подружжя з поневоленою жінкою дозволило дітям успадкувати повну власність і статус батька.
Це сприятливе ставлення до рабів пояснюється тим, що деякі чоловіки входили в конфлікт з матримонійною системою. За цією системою спорідненості, діти вважалися народженими в клані матері і опікувалася дітьми її родина. Як правило, старший брат матері служив наставником для її дітей, особливо для хлопчиків. Вільна жінка була захищена її родиною. Тому, деякі ашантські чоловіки відчували себе більш комфортно, приймаючи рабську дівчину, оскільки вона не мала особи, яка могла б заступитися за неї, коли пара сперечалася. Над дружиною-рабинею чоловік-господар мав повний контроль над своїми дітьми.

### Королівство Ашанті і Британська імперія

Держава Ашанті наприкінці XIX ст.

У грудні 1895 року британці покинули Кейп-Кост з експедиційними силами. Вони прибули в Кумасі в січні 1896 року під командуванням Роберта Баден-Пауелла. Правитель Ашанті Асантахене, не чинив опір, оскільки побоювався геноциду. Незабаром після цього губернатор Вільям Максвелл прибув в Кумасі.
Велика Британія анексувала територію Ашанті і Фанті. Асантахене був заарештований. Він та інші лідери Ашанті були відправлені в заслання на Сейшельські острови. Союз Асанте був розпущений. Британці офіційно оголосили Королівства Ашанті і прибережні райони частиною колонії Золотого Берега. Британський резидент постійно перебував у місті Кумасі, після того як там був побудований британський Форт.

### Повстання Ашанті 1900 року, і історія до 1935 року
Як остання міра опору, решта еліти Асанті, не засланої на Сейшельські острови, здійснила повстання проти британської влади у фортеці Кумасі. Опір очолила королева Асанте Яа Асантева (Yaa Asantewaa), королева-мати провінції Ейсу (Ejisu). З 28 березня до кінця вересня 1900 р. тривала війна, яка отримала назву Війни Золотого Табурету. Британці перемогли; вони заслали Яа Асантева та інших лідерів Ашанті на Сейшельські острови.
У січні 1902 Британія остаточно визнала Ашантське королівство протекторатом. В Ашанті було відновлено самоуправління з 31 січня 1935 року. Король Асанте Премпе II відновив свою владу в 1957 році, а Королівство Ашанті увійшло до державного союзу з Ганою після проголошення останньою незалежності від Сполученого Королівства.